# Mount Clemens
Mount Clemens is een plaats (city) in de Amerikaanse staat Michigan, en valt bestuurlijk gezien onder Macomb County.

## Demografie
Bij de volkstelling in 2000 werd het aantal inwoners vastgesteld op 17.312.
In 2006 is het aantal inwoners door het United States Census Bureau geschat op 16.989, een daling van 323 (-1,9%).

## Geografie
Volgens het United States Census Bureau beslaat de plaats een oppervlakte van
10,9 km², geheel bestaande uit land.

## Plaatsen in de nabije omgeving
De onderstaande figuur toont nabijgelegen plaatsen in een straal van 12 km rond Mount Clemens.

## Geboren
- Richard Searfoss (1956-2018), astronaut